# Malus Intercursus
O Malus Intercursus foi um tratado comercial assinado em abril de 1506 pelo rei Henrique VII da Inglaterra e o duque Filipe IV da Borgonha.

## Antecedentes e detalhes
Os atritos contínuos com a Company of Merchant Adventurers of London, combinados com o desejo de Henrique de garantir Edmund de la Pole, 3º Duque de Suffolk, o principal herdeiro iorquino, abrigado na Borgonha, levaram Henrique a tentar novas negociações, mesmo após a ratificação do Intercursus Magnus em 1496. Um naufrágio em 1506 deixou Filipe encalhado na Inglaterra a caminho de reivindicar a herança castelhana de sua esposa, Joana, a Louca. Isso permitiu que Henrique negociasse o Intercursus Magnus ("tratado do mal", assim chamado da perspectiva holandesa por ser muito favorável aos interesses ingleses), destinado a substituir o Intercursus Magnus.
Esta substituição removeu todos os direitos das exportações têxteis inglesas sem reciprocidade e com pouca compensação para os borgonheses. Henry, de 49 anos, viúvo três anos antes, também arranjou um casamento com a irmã de Philip, Margaret, de 26 anos, duas vezes viúva. Finalmente Filipe de Borgonha foi forçado a entregar Edmund de la Pole. Henrique também reconheceu Filipe e Joana como os governantes de Castela (já que a rainha Isabel I de Castela havia morrido em 1504). Depois de entregar de la Pole, Philip e Joanna foram autorizados a deixar a Inglaterra após uma permanência forçada de seis semanas.
A objeção de Margaret - tanto ao casamento quanto ao tratado em geral - significava que, com a morte de Philip em setembro e a nomeação de Margaret como governadora da Holanda dos Habsburgos (e governante de fato), o tratado não foi ratificado sendo substituído em vez disso, por um terceiro tratado em 1507, repetindo os termos do primeiro.